# UCP3
UCP3 (proteïna desacobladora 3) és una proteïna membre de la família de transportadors d'anions localitzats a la membrana mitocondrial interna com les altres proteïnes desacobladores o com també ho és el transportador de fosfat inorgànic i molts altres. El seu nom es deu a l'elevada homologia d'aquesta proteïna amb termogenina o UCP1. A diferència d'UCP1 però, UCP3 no intervé en la termogènesi adaptativa, i de fet la seva funció és encara desconeguda. S'expressa a teixit adipós marró, com UCP1, però també a múscul esquelètic i en menor mesura a teixit adipós blanc, cor i neurones ganglionars.

## Funció
La seva elevada homologia amb UCP1 (57%) i el fet que el teixit adipós marró desapareix després de la infantesa en molts mamífers (com els humans) ha fet que durant molts anys s'intentés demostrar la seva implicació en la termogènesi a múscul esquelètic, teixit que representa un tant per cent molt elevat del pes corporal i que en absència de teixit adipós marró esdevé l'únic teixit on UCP3 s'expressa de manera abundant. Malgrat tot, les evidències existents no han pogut confirmar aquesta tesi. S'ha suggerit d'altra banda la seva implicació en la protecció contra espècies reactives de l'oxigen, o en el transport mitocondrial d'àcids grassos entre moltes altres hipotètiques funcions que no han pogut ser demostrades. S'ha postulat també un possible paper d'UCP2 i UCP3 en el transport de calci (Ca2+) a l'interior del mitocondri i es continua investigant el seu paper en altre teixits com en fetge.